# نیانوشتار

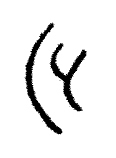
نیانوشتار انسیبیدی (Nsibidi) در نیجریه به معنای «خوش آمدید»

نیانوشتار شامل نشانه‌ها و علائمی باستانی است که اطلاعات محدودی را منتقل می‌کند. چنین سامانه‌هایی از روش‌های قدیمی‌تری به نام سامانه‌های نمادی در اوایل دوران نوسنگی برابر با هزاره‌ی هفتم پیش از میلاد در چین به وجود آمده‌اند. آن‌ها با استفاده از نشانه‌های اندیشه‌نگاشت یا یادیارهای نخستین یا هر دو آن‌ها تعداد کمی مفهوم را منتقل می‌کردند، برخلاف سامانه‌های نوشتاری حقیقی (خط)، که زبان نویسنده را ضبط می‌کنند.